# أشباه كاروتينات

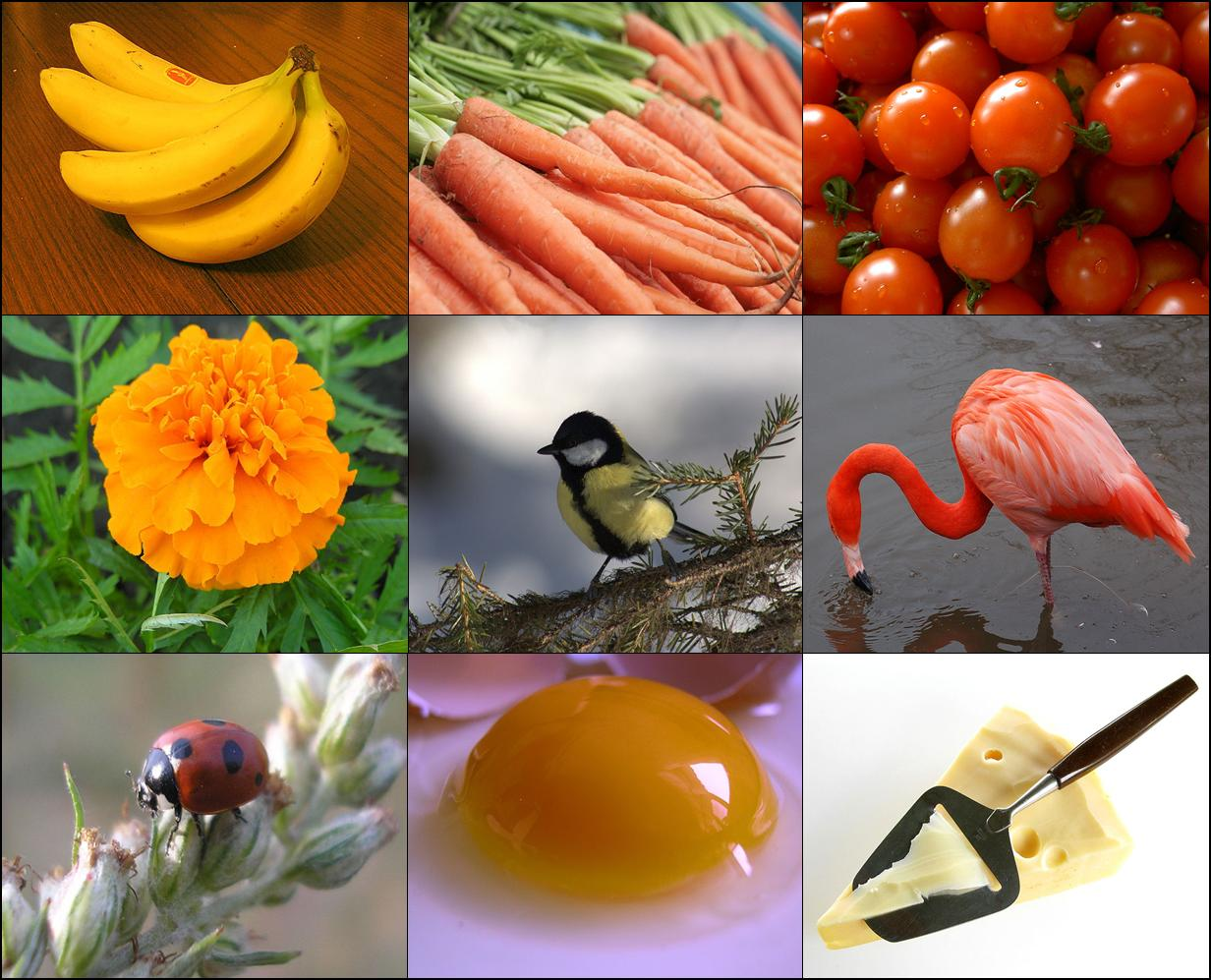
خضروات ونباتات وصفار البيض تحتوي على كاروتينات

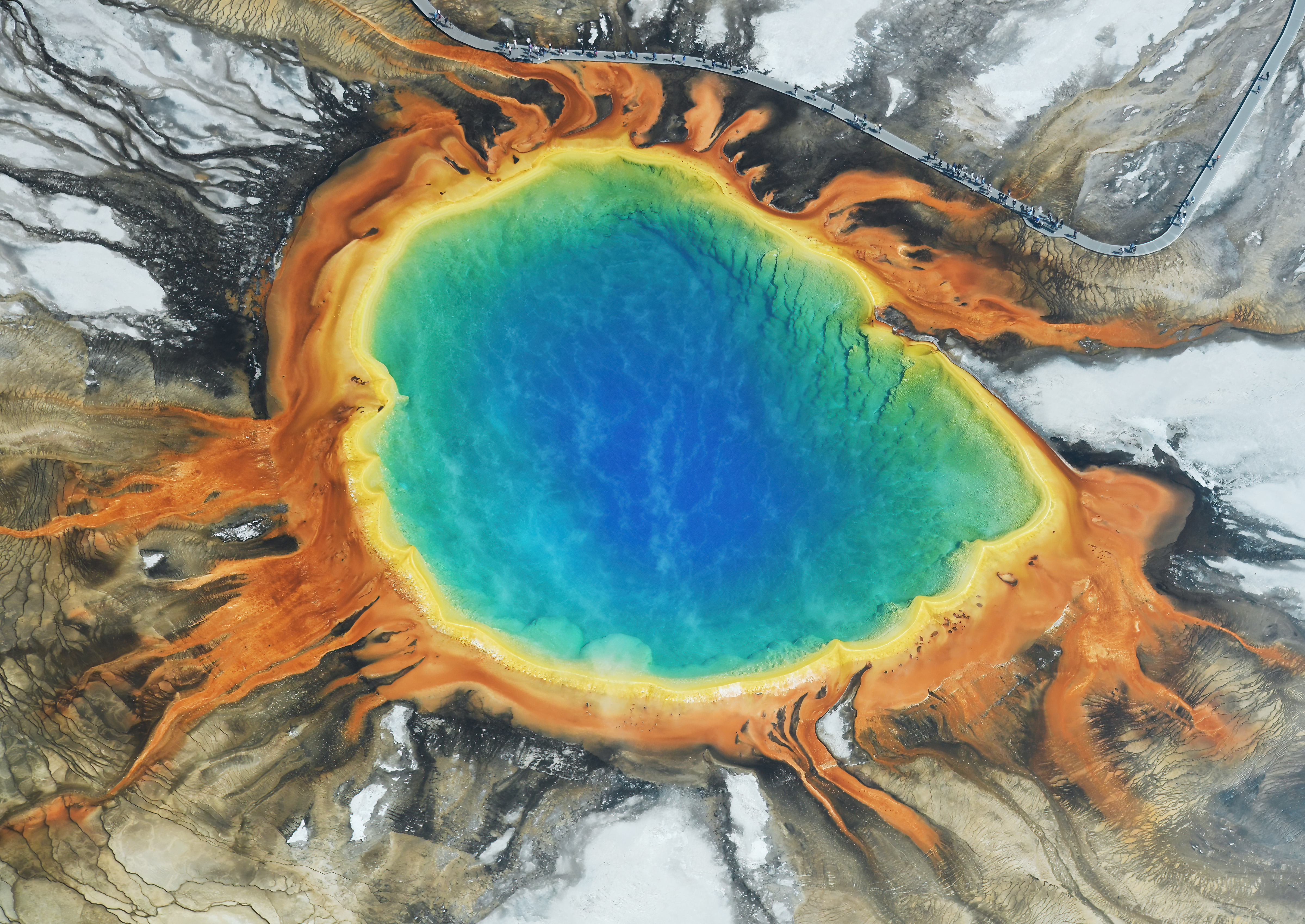
الدائرة برتقالية اللون التي تحيط بالنبع المنشوري الكبير ناجمة عن جزيئات الكاروتين، الناجمة عن وسائد ضخمة من الطحالب والبكتيريا.

أشباه الكاروتينات (بالانجليزية Carotenoid) أو الصبغ الكاروتيني هي صبغات عضوية تيتراتيربينويدية (tetraterpenoid) صفراء اللون، توجد بشكل طبيعي في الخضروات والفاكهة وتكثر في بعضها، مثل الجزر والطماطم والمشمش والأناناس وغيرها من بانيات الألوان . كذلك يعتبر صفار البيض مصدرا مهما لأشباه الكاروتينات. ويمكن أن تكون أشباه الكاروتينات عبارة عن دهون مركبة وغيرها من عوامل الأيض (التمثيل الغذائي) في كل هذه الكائنات. وغالبًا لا يمكن استخلاص أشباه الكاروتينات من الأنواع الموجودة ضمن المملكة الحيوانية (رغم أنه معروف أن أحد أنواع حشرة المن قد اكتسبت الجينات اللازمة لتركيب توريلين الكاروتينات من الفطر من خلال النقل الجيني الأفقي). وتحصل الحيوانات على أشباه الكاروتينات من طعامها، ويمكن أن تقوم باستخدامها بطرق متعددة في عملية التمثيل الغذائي.

## تصنيفها
هناك أكثر من 600 شبه كاروتين معروف، ويتم تقسيمها إلى فئتين، كزانتوفيلات (xanthophyll) (التي تحتوي على الأكسجين) والكاروتينات (التي تعد عبارة عن هيدروكربونات نقية ولا تحتوي على الأكسجين). وتمتص الكاروتينات بصفة عامة الضوء الأزرق. وهي تقوم بدورين رئيسيين في النباتات والطحالب: فهي تمتص طاقة الضوء من أجل استخدامها في عمليات التمثيل الضوئي كما أنها تحمي الكلوروفيل من التعرض للضرر الناجم عن الضوء.[2] وفي البشر، هناك أربعة كاروتينات (بيتا كاروتين وألفا كاروتين وجاما كاروتين وبيتا كريبتوزانثين (cryptoxanthin)) تنطوي على نشاط فيتامين أ (مما يعني أنها يمكن أن يتم تحويلها إلى شبكية للعين)، ويمكن أن تقوم هذه الكاروتينات وغيرها من الكاروتينات بدور مضادات الأكسدة. وفي العين، هناك بعض أنواع الكاروتينات الأخرى (هي اللوتين (lutein) وزياكسنثين (zeaxanthin)) والتي تقوم بشكل مباشر بامتصاص الضوء الأزرق والأشعة شبه فوق البنفسجية، من أجل حماية البقعة الصفراء.

## أهمية أشباه الكاروتينات لصحة الإنسان
يتسم الأشخاص الذين يتناولون وجبات غنية بالكاروتينات من الأطعمة الطبيعية، مثل الفواكه والخضروات (الجزر، والمشمش، والأناناس، والتفاح، والفلفل الأصفر) ، بالصحة وتقل نسبة الوفيات بينهم، ذلك لأن الكاروتينات تمنع فاعلية الجذور الكيميائية الضارة للجسم. ومع ذلك، أظهر تحليل حديث لعدد 68 تجربة لمكملات مضادات الأكسدة ضمت إجمالاً 232,606 شخصًا أن تناول كميات إضافية من البيتا كاروتين من المكملات الغذائية قد لا يكون مفيدًا وقد يكون في الواقع ضارًا،  رغم أن هذه النتيجة قد تكون ناجمة عن تضمين دراسات تشتمل على المدخنين. ومع استثناء ثمرة الجاك Gac الأسيوية و زيت النخيل الخام، فإن أغلب الفواكه والخضروات التي تكون غنية بالكاروتين تقل بها الدهنيات. وافترض أن بعض الدهنيات الغذائية هي عبارة عن عوامل هامة للإتاحة البيولوجية واستفادة جسم الإنسان من الكاروتينات.
أجريت دراسة في عام 2005 لتقصي الحقائق حول ما إذا كانت إضافة فاكهة أو زيت الأفوكادو كمصدر من مصادر الدهنيات يمكن أن تؤدي إلى تحسين امتصاص الكاروتينات لدى الإنسان. و تبين نتيجة الدراسة أن إضافة فاكهة وزيت الأفوكادو قد أدى إلى تحسين قدرة جسم المتطوع على امتصاص كل الكاروتينات التي تم اختبارها بشكل كبير (ألفا كاروتين، وبيتا كاروتين وليسوبين (lycopene) ولوتين.

## تركيبها الكيميائي

β-Carotin

غالبا ما تتكون أشباه الكاروتينات من سلاسل هيدروكربونية غير مشبعة ومن أكاسيدها . تتكون أشباه الكاروتينات بصفة عامة من 8 وحدات إيسوبرين. تنقسم أشباه الكاروتينات إلى نوعين :
- الكاروتين وهي مركبات تحتوي على الكربون والهيدروجين فقط،
- كزانتوفيلات، وهي مشتقات كاروتين تحتوي على الأكسجين (مؤكسدة).

طيف امتصاص الكاروتينات للضوء يقع في حيز 400 - 500 نانومتر.
المطيافية هي وسيلة للتعرف وتعيين الكاروتينات في المواد المختلفة.

## التصنيفات
يمكن أن يتم تصنيف الكاروتينات إلى عدة تصنيفات. وبعضها من الكحوليات والهيدروكربونات والإثيرات والإيبوكسديات والكيتونات والأحماض، وما إلى ذلك. ويمكن تقسيمها إلى كاروتينات أبو وكاروتينات نور وسيكو وريترو كاروتينات وريترو أبو كاروتينات و«الكاروتينات العليا».